# Manoir de Lezormel
Le manoir de Lezormel est situé à Plestin-les-Grèves en France.

## Localisation
Le manoir est situé sur la commune de Plestin-les-Grèves dans le département des Côtes-d'Armor, dans la région Bretagne.

## Description
Le corps de logis du manoir est construit en schiste et granite sur un plan en L et présente une tour demi-hors-œuvre monumentale dans l'angle antérieur abritant un escalier en vis en maçonnerie. Cette tour est ouverte d'une porte au rez-de-chaussée et comprend dans la partie supérieure une tourelle latérale donnant accès à une pièce à feu. La porte d'entrée est une porte à arc en en anse de panier surmonté d'une archivolte ébrasée en accolade ornée de pinacles, crochets, fleurons et écus. Une tourelle en encorbellement placée sur l'angle à la jonction des deux corps anime la façade postérieure. Les travées de croisées et de lucarnes des élévations postérieures résultent de travaux de restauration (fin du XIXe siècle).

## Historique
Le manoir de Lezormel conserve un corps de logis construit aux alentours de l'année 1500, en partie reconstruit et agrandi à la fin du XIXe siècle, puis restauré à la fin du XXe siècle. D'après un croquis d'Henri Frotier de La Messelière, la partie ancienne était en ruine au début des années 1930.
Il est inscrit à l' inventaire général du patrimoine culturel.